# Сибирская административная реформа
Сибирская административная реформа 1822 года — первая попытка целостного подхода царского правительства к управлению Сибирью. Разрабатывалась под руководством М. М. Сперанского. Состояла из ряда законодательных актов «Учреждение для управления сибирских губерний», «Устав об управлении инородцев», уставов о ссыльных, о сибирских казаках, положения о земских повинностях и др.
Основная задача реформы — обеспечить поступление доходов в казну путём развития свободной торговли, товарно-денежных отношений, подъема производительных сил Сибири.